# Новосибирский патронный завод
Новосибирский патронный завод — предприятие, изготавливающее патроны для разных типов обычного оружия. Основан в 1939 году. Расположен в Ленинском районе Новосибирска.

## История
В декабре 1939 года близ Подольска (Московская область) был введён в эксплуатацию государственный завод № 188. Цель создания нового предприятия — изготовление патронов для боевого ручного стрелкового оружия. Завод находился под управлением Наркомата промышленности и вооружения СССР.
В октябре 1941 года завод эвакуируют в Новосибирск и размещают на площадке комбината № 179. К концу 1941 года предприятие выходит из комбината и становится отдельным предприятием.
В период Великой Отечественной войны завод выпускает боевые патроны с калибром 7,62 мм и 12,7 мм, пули которых были в основном специального назначения.
В 1946 году завод переходит под управление Министерства оборонной промышленности СССР.
В послевоенный период завод, кроме основного производства, начинает производить гражданские изделия — монтажные патроны, бытовые предметы, промышленные цепи.
В 1972 году в честь пятидесятилетнего юбилея Советского Союза предприятию присваивают имя 50-летия СССР.
В 1985 году, в годовщину 40-летия Победы, завод награждается Орденом Отечественной войны I степени.
В 1989 году создан Музей трудовой и боевой славы.
В 1991 году предприятие переходит в ведение Российского агентства по обычным вооружениям. Впервые в России осваиваются снайперские патроны с калибром 12,7 мм и 9 мм.

## Деятельность
Предприятие выпускает патроны, предназначенные для боевого ручного стрелкового, охотничьего и спортивного оружия. Кроме того, завод выпускал изделия низковольтной аппаратуры.

## Продукция

### Патроны
- боевые патроны
- охотничьи патроны
- спортивные патроны
- травматические патроны
- служебные патроны

### Изделия низковольтной аппаратуры
- автоматические выключатели
- электромагнитные пускатели

### Жетоны метрополитена
В начале 1990-х годов завод изготовил жетоны для Новосибирского метрополитена, которые (по состоянию на 2017 год) используются до сих пор.

## Санкции
Из-за вторжения России на Украину предприятие находится под санкциями всех стран Евросоюза так как «патроны завода используются Вооруженными силами РФ во время агрессивной войны против Украины. Кроме того, Новосибирский патронный завод участвует в "благотворительной акции", направленной на поддержку российских солдат и добровольцев, воюющих в Украине». 12 декабря 2023 года завод включён в блокирующий санкционный список США против компаний поставляющих продукцию для российской военно-промышленной базы. Также завод находится в санкционных списках Канады, Украины и Швейцарии как поставляющий технологии для российских вооруженных сил.

## Руководители
- И. А. Штанин (1939—1943)
- В. К. Львов (1943—1944)
- В. П. Белянский (1944—1950)
- В. В. Зорин (1950—1954)
- С. В. Васильев (1954—1960)
- А. В. Бродяженко (1960—1986)
- Ю. Я. Михно (1986—1990)
- П. Я. Добрынин (с 1990 года[8])